# 웩슬러 성인 지능 검사
웩슬러 성인 지능 검사 또는 웩슬러 성인 지능 척도(Wechsler Adult Intelligence Scale, WAIS)는
IQ(지능 지수)를 검사하는 일반적으로 권장받는 지능검사로, 웩슬러-벨뷰 테스트의 개정판(1939년)으로 1955년에 출시되었다. 데이비드 웩슬러는 지능을 "유목적적으로 행동하고, 합리적으로 사고하고, 환경을 효과적으로 다루는 개인의 종합적 능력"이라고 정의하였다. 한편 아동용 웩슬러 아동 지능 검사(WISC) 판이 있다.

## 개요
전체 IQ 테스트는 14개의 테스트로 나뉘며, 7가지 말하기와 7가지 수행 능력을 구성하고 있다.
웩슬러 검사는 다음과 같이 3가지 점수를 제공한다:
1. 말하기 지능지수 (VIQ)
2. 수행 능력 지능지수 (PIQ)
3. 총 점수를 기반으로 한 완전한 규모의 IQ 점수

미국판 WAIS-R은 1981년에 16세에서 74세 나이에 걸쳐 1,880개의 항목에서 표준화되었으며 9개의 다른 연령대 그룹으로 쪼개진다. 신뢰성이 매우 높은 것으로 판단되고 있다. 최신판은 2008년의 WAIS-IV이며 미국판의 경우 16세에서 90세 나이에 걸쳐서 확대되도록 개발되었다. 한편 WAIS-V가 2019년 이후에 표준으로 새로 공개될 것으로 내다보고 있다.

## WAIS-III의 12개 소검사

### 언어영역 평가(VIQ)
-언어이해지표(VCI)
- 공통성(Similarities)■
- 어휘(Vocabulary)■
- 상식(Information) ■
- 이해(Comprehension) □

-작업기억지표(WMI)
- 숫자주의력(Digit Span)■
- 계산(Arithmetic)■
- 문자-숫자 연속(Letter-Number Sequencing)□

### 수행능력 평가(PIQ)
-지각조직화지표(POI) 또는 지각추론지표(PRI,Perceptual Reasoning Index,WAIS-IV)
- 블록 디자인(Block Design)■
- 매트릭스 추론(Matrix Reasoning)■
- 그림 퍼즐(Visual Puzzles)■
- 공간 무게(Figure Weights)□(WAIS-IV)
- 그림 완성(Picture Completion)□(WAIS-IV)

-처리속도지표(PSI)
- 심볼 찾기(Symbol Search)■
- 기호 적기 (Coding)■
- 지우기(Cancellation) □ (WAIS-IV)

■ 필수핵심(core) - 10개 소검사, □ 보충보완(supplemental) -2개 소검사(subtest)
한편 WAIS-IV에서는 보충 소검사3개가 추가되어 15개 소검사로 확대되었다.

## GAI
일반능력지수(GAI,General Ability Index)는 전통적인 VCI와 PRI로만 구성 및 조합된다. 따라서 GAI에 WMI와 PSI가 조합된 전체영역지능지수(FSIQ)는 일반능력지수(GAI)가 FSIQ와는 독립된 지능으로 평가될수있다는점에서 지능이 또다른 지능을 전제로 생산성을 발휘할 수 있는 정신능력의 가능성을 보여준다고 할 수 있다.

## 같이 보기
- MMPI
- K-PRC
- CBCL
- 신경심리검사
- 로샤검사
- 사회성숙도검사(SMS)
- 주제통각검사(TAT)
- 집-나무-사람 검사(HTP)
- 벤더-게슈탈트 검사(BGT)
- 진로탐색검사
- 벨뷰 병원(Bellevue Hospital)